# Moon Over Miami (telessérie)
Moon Over Miami é uma série de televisão estadunidense criada por Harley Peyton e estrelado por Billy Campbell e Aliado Walker. A série foi produzida e exbida pela rede ABC.

## Elenco
- Billy Campbell - Walter Tatum
- Ally Walker - Gwen Cross
- Agustin Rodriguez - Tito
- Marlo Marron - Billie

## Episódios
- "Pilot"
- "A Missing Person"
- "My Old Flame"
- "Farewell My Lovelies"
- "Cinderello"
- "Black River Bride"
- "If You Only Knew"
- "Careless Dentist Blues"
- "Quiero Vivir"
- "In a Safe Place"
- "Memory Man"
- "Small Packages"
- "Watching the Detectives"